# Ernst-Volker Staub
Ernst-Volker (Wilhelm) Staub (Hamburg, 1954) wordt gezien als een voormalig lid van de Rote Armee Fraktion (RAF). Hij wordt gerekend tot de zogenaamde derde generatie van de RAF en wordt nog steeds gezocht.
Staub werd voor de eerste keer in 1984 in Frankfurt am Main met voortvluchtige RAF-leden gearresteerd en later veroordeeld. Na het uitzitten van zijn straf dook hij in 1990 onder en sloot zich wederom bij de RAF aan. Sinds 1991 wordt er weer naar hem gezocht. Destijds werden er volgens de Duitse federale politie (BKA) haarresten van hem gevonden in een motorhelm. Na de analyse van vingerafdrukken bleek dat Staub met Daniela Klette en Birgit Hogefeld betrokken was bij een actie van de Duitse antiterreureenheid GSG 9 in Bad Kleinen in 1993. Bij deze actie kwamen Wolfgang Grams van de RAF en Michael Newrzella van de antiterreureenheid om het leven. Staub wordt gezien als een van de laatste mensen uit de top van de RAF.
In november 2000 werd het arrestatiebevel tegen Staub en Klette door het Duits hoger gerechtshof uitgebreid met oprichten van een terroristische vereniging en roofoverval nadat beiden op 20 juli 1999 met snelvuurwapens en een Panzerfaust een geldtransport in Duisburg overvielen en daarbij minstens een miljoen Duitse mark buitmaakten. Beide daders werden aan de hand van speekselresten aan de achtergebleven maskers en in het vluchtauto geïdentificeerd.Op 6 januari 2001 startte het openbaar ministerie een strafrechtelijk onderzoek naar Staub en Klette voor het oprichten van een terroristische vereniging. Er waren aanknopingspunten voor de oprichting van deze groep in  1999. Deze groep zou in staat zijn om gebruik te maken van de infrastructuur van de 'oude' RAF, met name de wapenopslagplaatsen en schuilplaatsen.
Sinds de mededeling over het openen van een strafrechtelijk onderzoek wegens het oprichten van een terroristische vereniging, in 2001, werd over het verdere verloop van het onderzoek of verdere bewijzen met betrekking tot het bestaan deze nieuwe organisatie niets in de openbaarheid gebracht. 
Het bureau voor de Bundesferfassungsschutz van de Duitse bondsstaat Nordrhein Westfalen en persvertegenwoordigers nemen aan dat de overval op de geldtransport alleen diende om in de oude dag te kunnen voorzien. Staub wordt echter nog steeds door de Duitse federale politie gezocht in verband met lidmaatschap van een terroristische vereniging.
In oktober 2007 bevestigde het Duits openbaar ministerie dat Staub samen met de voortvluchtigen Daniela Klette en Burkhard Garweg de bomaanslag hebben gepleegd op de gevangenis in Weiterstadt in 1993. Alle drie de verdachten werden aan de hand van DNA-sporen geïdentificeerd.
Staub zou samen met de voormalige RAF-leden Daniela Klette en Burkhard Garweg betrokken zijn bij een gewelddadige roofoverval op een geldtransport bij Bremen in juni 2015. De mislukte overval is vermoedelijk gepleegd door de drie al 15 jaar voortvluchtige RAF'ers. Er zijn dna-sporen van de drie gevonden in de auto's die de daders hebben gebruikt.